# ホンダ・SL230
SL230（エスエル230）は、本田技研工業が1997年から2005年まで製造・販売した排気量が230ccでデュアルパーパスのオートバイである。

## 概要
型式名MD33。1997年3月28日発表、同年4月21日発売。
いわゆるデュアルパーパスにカテゴライズされるオートバイでありオンロード・オフロードを問わず走行することを想定しており、レンサル社製アルミハンドルなども装備し、乾燥重量105kgの軽量な車体や足着き性に優れたシートなど、街乗りからトレッキングまでの幅広い用途を想定した扱いやすさを重視したスポーツバイクである。
数度のマイナーチェンジを実施したが、2005年に後継のXR230へフルモデルチェンジされ生産中止となった。
スペック
車体はフレームにダイヤモンド型、サスペンションは前輪がテレスコピック、後輪がプロリンク式スイングアーム。
ブレーキは前後とも油圧式シングルディスクであり、タイヤサイズは前輪が2.75-21、後輪が120/80-18（チューブレス）である。
排気量223ccのMD33E型空冷4ストローク2バルブSOHC単気筒エンジンは、内径x行程：65.5x66.2（mm）・圧縮比9.0・VE3A型キャブレターで最高出力20ps/7,500rpm・最大トルク2.1kg-m/6,000rpm。マニュアルトランスミッションは6速。始動はセルモーターのみ。

## 遍歴
1997年3月28日発表 同年4月21日発売
- 以下の車体色を設定
  - █スパークリングシルバーメタリック　　
  - █シンシアグリーンメタリック　　　　　
  - █イタリアンレッド

1998年2月25日発表 同年3月16日発売
- 以下のマイナーチェンジを実施
  - フレームの剛性アップ
  - シート前方肉厚アップで乗車時のホールド感を向上
  - ヘルメットホルダー位置をシート左側に移設
  - 車体色を以下に変更
    - █スパークリングシルバーメタリック　　
    - █シンシアグリーンメタリック　　　　　
    - █ブラック

1999年3月4日発表 同月5日発売
- 平成10年自動車排出ガス規制に適合させるためエアインジェクションシステム(二次空気導入装置)装着ならびに型式名BA-MD33へ変更するマイナーチェンジに併せて以下の変更を実施
  - フレームのメインパイプ・エンジンハンガープレートを肉厚アップするさせガセットを追加
  - フロントフォークインナーパイプ径を35mm→37mmへ大径化しながら肉厚を薄くし軽量化
  - ステアリングステムのボトムブリッジを鉄製からアルミ製へ変更
  - リヤサスペンションダンパーピストン径を36mm→40mmへ大径化
  - CDI点火装置をアナログ→デジタルへ変更
  - キャブレターセッティングを変更し60㎞/h定地走行燃費が43.0km/L→48.0km/Lへ向上
  - 車体色を以下に変更
    - █ブーンシルバーメタリック　　
    - █ロスホワイト

2001年1月22日発表 同月23日発売
- 車体色ロスホワイトを廃止

2003年12月19日発表 同月25日発売
- 車体色をウィングマークシルエットの入った以下の2バリエーションに変更
  - █ロスホワイト
  - █ブラック

2005年
- 生産中止

## 姉妹車
以下の4モデルはMD33E型エンジンなどの基本コンポーネンツを共有する姉妹車。
- FTR（MD34型）
- XL230
- XR230シリーズ
- CB223S